# Ташкентское суворовское военное училище МВД
Ташкентское Суворовское военное училище войск МВД СССР (ТшСВУ, узб. Toshkent Suvorov Harbiy Maktabi) — военное образовательное учреждение, располагавшееся в городе Ташкенте в период с 1943 по 1960 год.

## История
В августе 1943 года руководство НКВД вышло в Совет народных комиссаров СССР с предложением об открытии суворовских военных училищ войск НКВД. 4 сентября 1943 года СНК СССР принял постановление № 946 о создании суворовских военных училищ войск НКВД в городах Кутаиси и Ташкенте.
Для временного размещения ТшСВУ войск НКВД был выделен дом 33 по улице Сталина. Это было здание одной из частей войск НКВД. Подготовка основного корпуса и прилегающей территории проходила в одном из живописнейших уголков узбекской столицы, у парка Кафанова по улице Шевченко, 20 (сейчас в этом здании располагается Институт службы государственной безопасности Республики Узбекистан). Торжества по случаю открытия училища были приурочены к 19 декабря, кануну профессионального праздника чекистов.
В училище принимались подростки с 10-летнего возраста, срок обучения был установлен в семь лет. В отличие от алых погон и лампасов суворовцев Красной Армии, в училище погоны, лампасы и околыши фуражек были василькового цвета.

## Деятельность
В Ташкентском СВУ НКВД должна была осуществляться подготовка преимущественно сыновей офицеров, генералов и вольнонаемных сотрудников войск и органов НКВД и НКГБ для поступления в военные училища и дальнейшей службы в этих ведомствах в офицерском звании. Приказы № 605 и 606 от 27 сентября 1943 года Наркома внутренних дел СССР на многие годы определили порядок комплектования, обучения и воспитания в СВУ войск НКВД. Непосредственно делами СВУ войск НКВД в 1943 году занимались Нарком внутренних дел СССР генерал-полковник В. Н. Меркулов, его заместители генерал-лейтенант Аполлонов А. Н., генерал-лейтенант Соколов Г. Г., а также работники управления военно-учебных заведений НКВД СССР.
Первый выпуск в ТшСВУ войск НКВД состоялся 7 июля 1945 года, когда училище окончило 49 суворовцев, из которых 8 получили золотые медали. За всю историю своего существования ТшСВУ МВД сделало 15 выпусков (в 1960 году — 2). 83 % выпускников ТшСВУ МВД было направлено в военные академии, высшие и средние военные и военно-морские училища НКВД (МВД), НКГБ (КГБ при СМ СССР), Советской Армии.
Расформирование СВУ МВД началось в условиях очередной перестройки государственных силовых структур. В начале 1960 года высшими органами власти и управления страны было принято решение о сокращении вооружённых сил на 1 млн 200 тысяч человек. Оно коснулось органов МВД и КГБ при СМ СССР. 13 января 1960 года указом Президиума Верховного Совета СССР МВД СССР было упразднено, а его функции переданы МВД союзных республик. Судьба ТшСВУ МВД решалась руководством МВД Узбекской ССР. В соответствии с принятыми решениями после закрытия училищ офицеры и преподаватели подлежали увольнению или переводу к новому месту службы в другие части войск и органов МВД и КГБ при СМ СССР. Ташкентское СВУ МВД прекратило существование 19 сентября 1960 года.

### Руководители училища
- 1943—1945 — генерал-майор Майоров Фёдор Сергеевич.[2]
- 1945—1950 — полковник Андреев В. Н.
- 1950—1951 — полковник Юхновец П. А.
- 1951—1957 — полковник Гнеденков Н. А.
- 1957—1960 — полковник Советов Н. И.

### Выпускники училища
- Аветисов, Григорий Михайлович — учёный в области радиобиологии, радиационной медицины и радиационной безопасности, доктор наук, профессор.
- Бацких, Геннадий Иванович — директор Московского радиотехнического института АН СССР/РАН.
- Громов, Константин Михайлович — спортсмен, чемпион Узбекской ССР (1958) в полутяжёлом весе, тренер по боксу в Ташкенте.
- Джанибеков, Владимир Александрович — лётчик-космонавт СССР, генерал-майор авиации, дважды Герой Советского Союза.
- Каландин Арнольд Петрович  — начальник Главного управления правительственной связи (ГУПС ФАПСИ), генерал-лейтенант.
- Плеханов, Александр Михайлович — полковник, профессор, доктор исторических наук, действительный член Международной академии информатизации.
- Попенченко, Валерий Владимирович (1937—1975) — боксёр, чемпион Олимпийских игр 1964 года в Токио.
- Попов, Александр Алексеевич — полковник, окончил Московское пограничное военное училище и Военную академию имени М. В. Фрунзе, служил начальником мобилизационного аппарата войск Главного управления Пограничных войск КГБ СССР.
- Сигарев, Евгений Игнатьевич (1928—2010) — выпускник 1946 года, поэт, секретарь Союза писателей России.
- Янович Юрий Яковлевич — полковник, выпускник 1945 года, окончил Московское пограничное училище в 1947 году, служил в Пограничных войсках на территории Грузии, Азербайджана, Туркмении и других республик Средней Азии.
- Тимохин Геннадий Андреевич — полковник, окончил Казанское высшее командно-инженерное училище и Военную артиллерийскую академию имени М. И. Калинина, служил на Украине, в Чехословакии (ЦГВ), Казахстане, закончил службу начальником 6 отдела РВиА СЗГВ, г. Рига. Сейчас работает в ПАО РОСБАНК в Калининграде.
- Одельша Агишев — советский, российский и узбекский киносценарист, выпускник 1956 года.